# 759
Раннє Середньовіччя. У Східній Римській імперії триває правління Костянтина V. Більшу частину території Італії займає Лангобардське королівство, Рим і Равенна під управлінням Папи Римського, деякі області на півночі та на півдні належать Візантії. У Франкському королівстві править король Піпін Короткий. Піренейський півострів, окрім Королівства Астурія, займає Кордовський емірат. В Англії триває період гептархії. Центр Аварського каганату лежить у Паннонії. Існують слов'янські держави: Карантанія та Перше Болгарське царство.
Аббасидський халіфат займає великі території в Азії та Північній Африці. У Китаї править династія Тан. В Індії почалося піднесення імперії Пала. У Японії триває період Нара. Хазарський каганат підпорядкував собі кочові народи на великій степовій території між Азовським морем та Аралом. Територію на північ від Китаю займає Уйгурський каганат.
На території лісостепової України в VIII столітті виділяють пеньківську й корчацьку археологічні культури. У VIII столітті тривало швидке розселення слов'ян. У Північному Причорномор'ї співіснують різні кочові племена, зокрема булгари, хозари, алани, авари, тюрки, кримські готи.

## Події
- Франкський король Піпін Короткий відбив у сарацинів Нарбонн, завершивши звільнення франкських територій, захоплених маврами.
- Візантійський василевс Костянтин V знову пішов на булгар, але цього разу його військо потрапило в засідку на перевалі поблизу Старої Планини й зазнало поразки.
- Араби здійснили успішний похід в Анатолію, захопивши багато бранців[1].
- Укладання поетичної збірки «Манйосю»

## Виноски
1. ↑  Alfred Lombard Études d'histoire byzantine: Constantin V, Empereur des Romains (740—775) Félix Alcan, 1902